# تشمتشرة سة (مقاطعة دورة)
تشمتشرة سة (بالفارسية: چم‌چره سه) هي قرية تقع في قسم دورة الريفي (مقاطعة دورة) في إيران. يقدر عدد سكانها بـ 121 نسمة .